# پورت دیکسون
پورت دیکسون (به لاتین: Port Dickson، به جاوی: ڤورت ديقسن) یک عوارض جغرافیایی در مالزی است که در نگاری سمبیلان واقع شده‌است.

## نگارخانه

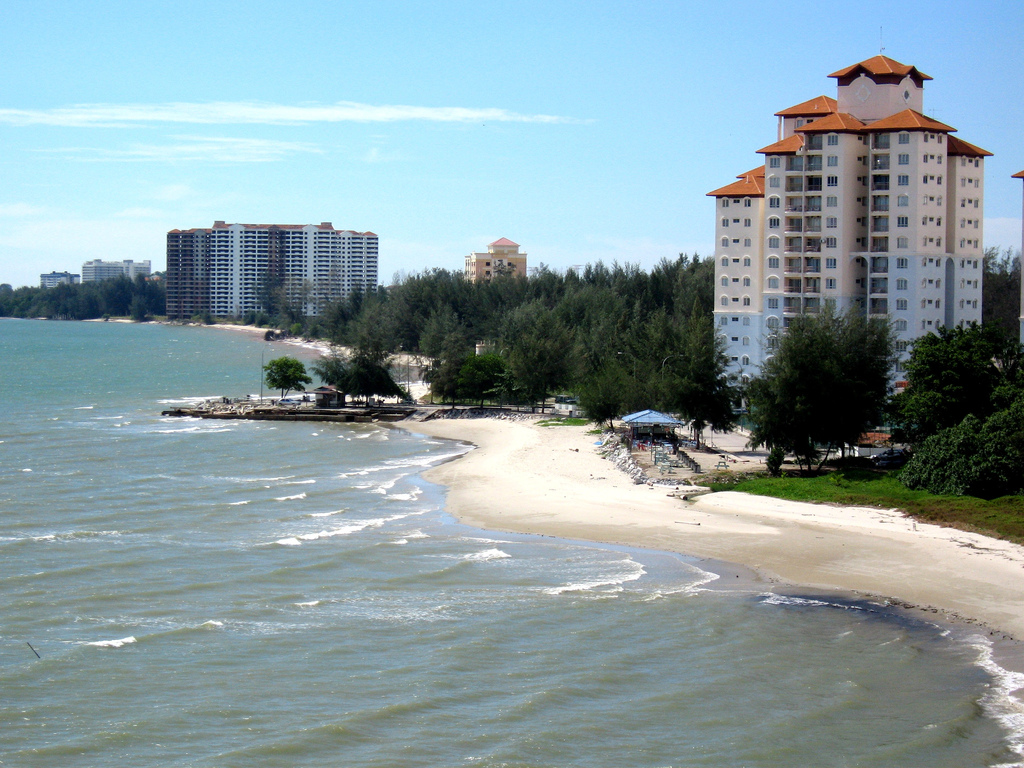
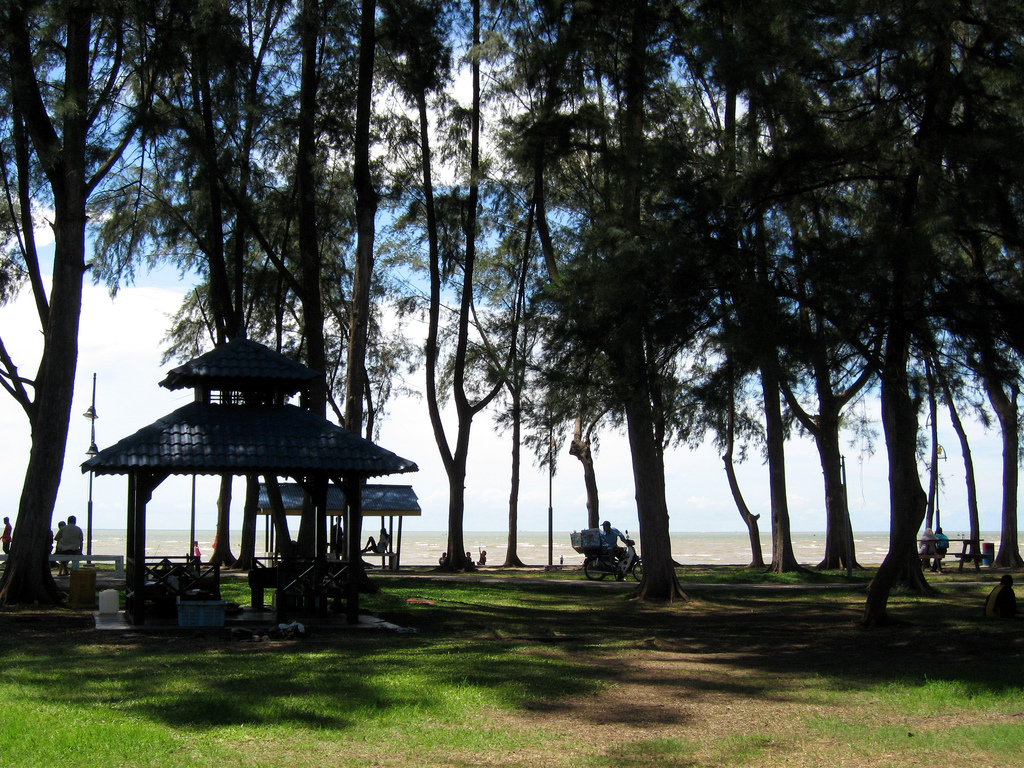
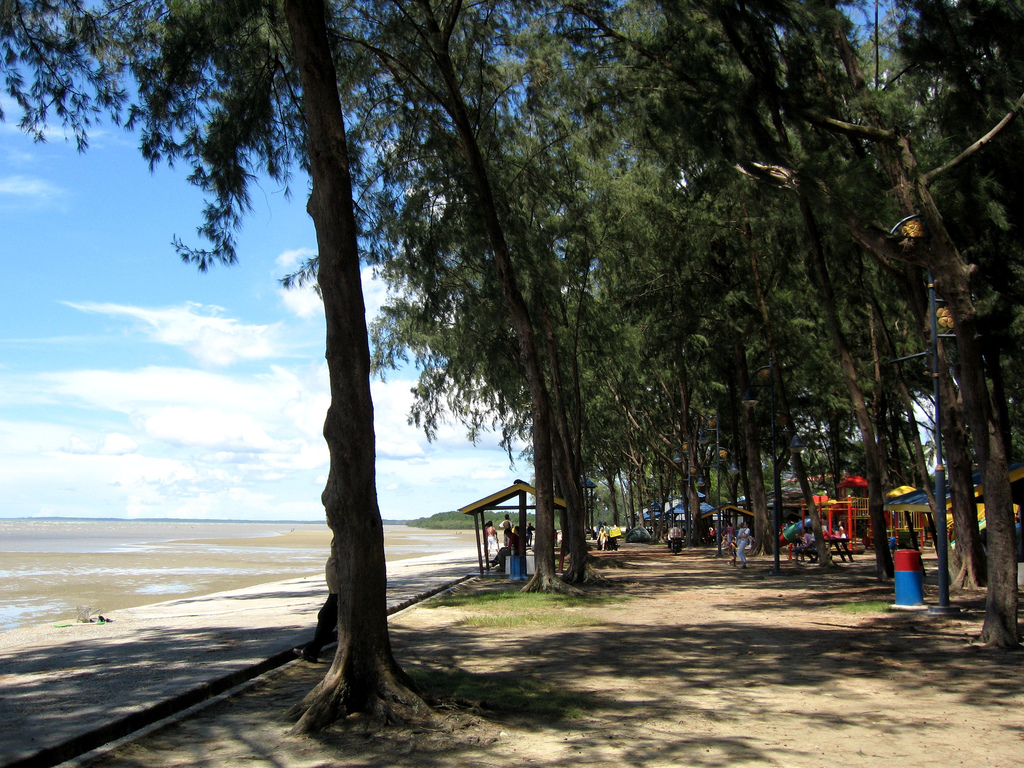

## خصوصیات
پورت دیکسون  ۹۷٬۸۳۴ نفر جمعیت دارد.